# در خونم (ترانه شاون مندس)
«در خونم» (به انگلیسی: In My Blood) تک‌آهنگی از هنرمند اهل کانادا شان مندز است که در چارت‌های استرالیا، اتریش، کانادا، آلمان، یونان، مجارستان، مالزی، مکزیک، هلند، پرتغال، اسکاتلند، اسلواکی و سوییس به رتبه زیر ده رسید.